# Javier Balboa
Javier Ángel Balboa Osa (Madrid, 13 maggio 1985) è un ex calciatore spagnolo naturalizzato equatoguineano, di ruolo attaccante.

## Carriera

### Club
Cresciuto nel Real Madrid, debutta nel 2004 e in due anni giocherà 6 partite, nessuna da titolare. La stagione 2006-2007 la gioca nel Racing Santander dove disputa 30 partite e realizza 4 reti. L'anno successivo torna al Real Madrid e nel giugno 2008 passa al Benfica.  Il 28 giugno 2009 passa al Cartagena per 0,9 milioni, in prestito fino al termine della stagione dove disputerà 11 partite senza mai segnare. L'anno successivo rimane nella seconda serie spagnola all'Albacete e nel 2011 si trasferisce al Beira-Mar, squadra di Primeira Liga.

### Nazionale
Ha segnato il primo gol in nazionale nella partita inaugurale della Coppa delle nazioni africane 2012 contro la Libia, incontro poi finito 1-0. Tale rete è anche la prima rete in assoluto nella storia della Guinea Equatoriale in questa competizione.

## Statistiche

### Presenze e reti nei club
| Stagione             | Squadra              | Campionato           | Campionato | Campionato | Coppe nazionali | Coppe nazionali | Coppe nazionali | Coppe continentali | Coppe continentali | Coppe continentali | Altre coppe | Altre coppe | Altre coppe | Totale | Totale |
| Stagione             | Squadra              | Comp                 | Pres       | Reti       | Comp            | Pres            | Reti            | Comp               | Pres               | Reti               | Comp        | Pres        | Reti        | Pres   | Reti   |
| -------------------- | -------------------- | -------------------- | ---------- | ---------- | --------------- | --------------- | --------------- | ------------------ | ------------------ | ------------------ | ----------- | ----------- | ----------- | ------ | ------ |
| 2005-2006            | Real Madrid          | PD                   | 2          | 0          | CR              | 1               | 0               | UCL                | 1                  | 0                  | -           | -           | -           | 4      | 0      |
| 2006-2007            | Racing Santander     | PD                   | 30         | 1          | CR              | 2               | 0               | -                  | -                  | -                  | -           | -           | -           | 32     | 1      |
| 2007-2008            | Real Madrid          | PD                   | 5          | 0          | CR              | 3               | 1               | UCL                | 2                  | 1                  | SS          | 1           | 0           | 11     | 2      |
| Totale Real Madrid   | Totale Real Madrid   | Totale Real Madrid   | 7          | 0          |                 | 4               | 1               |                    | 3                  | 1                  |             | 1           | 0           | 15     | 2      |
| 2008-2009            | Benfica              | PL                   | 10         | 0          | TP+CdL          | 3+1             | 0               | CU                 | 3                  | 0                  | -           | -           | -           | 17     | 0      |
| 2009-2010            | FC Cartagena         | SD                   | 11         | 0          | CR              | 0               | 0               | -                  | -                  | -                  | -           | -           | -           | 11     | 0      |
| 2010-2011            | Albacete             | SD                   | 7          | 0          | CR              | 0               | 0               | -                  | -                  | -                  | -           | -           | -           | 7      | 0      |
| 2011-2012            | Beira-Mar            | PL                   | 25         | 3          | TP+CdL          | 1+1             | 0               | -                  | -                  | -                  | -           | -           | -           | 27     | 3      |
| 2012-2013            | Beira-Mar            | PL                   | 21         | 6          | TP+CdL          | 2+4             | 0+1             | -                  | -                  | -                  | -           | -           | -           | 27     | 7      |
| Totale Beira-Mar     | Totale Beira-Mar     | Totale Beira-Mar     | 46         | 9          |                 | 8               | 1               |                    | -                  | -                  |             | -           | -           | 64     | 10     |
| 2013-2014            | Estoril Praia        | PL                   | 28         | 4          | TP+CdL          | 3+3             | 0+1             | UEL                | 7                  | 0                  | -           | -           | -           | 41     | 5      |
| 2014-2015            | Estoril Praia        | PL                   | 13         | 1          | TP+CdL          | 0+1             | 0               | UEL                | 1                  | 0                  | -           | -           | -           | 15     | 1      |
| Totale Estoril Praia | Totale Estoril Praia | Totale Estoril Praia | 41         | 5          |                 | 7               | 1               |                    | 8                  | 0                  |             | -           | -           | 56     | 6      |
| 2015-2016            | Al-Faisaly           | SPL                  | 24         | 9          | KCC             | 0               | 0               | -                  | -                  | -                  | -           | -           | -           | 24     | 9      |
| set.-dic. 2016       | CRA                  | B1                   | 7          | 2          | -               | -               | -               | -                  | -                  | -                  | -           | -           | -           | 7      | 2      |
| gen.-giu. 2017       | Trikala              | FL                   | 15         | 2          | KE              | 0               | 0               | -                  | -                  | -                  | -           | -           | -           | 15     | 2      |
| Totale carriera      | Totale carriera      | Totale carriera      | 198        | 28         |                 | 25              | 3               |                    | 14                 | 1                  |             | 1           | 0           | 238    | 32     |

## Palmarès

### Club
- Campionato spagnolo: 1

Real Madrid: 2007-2008

### Individuale
- Capocannoniere della Coppa d'Africa: 1

Guinea Equatoriale 2015